# 2020年の日本公開映画
- 映画 > 映画の一覧 > 年度別日本公開映画 > 2020年の日本公開映画
- 映画 > 2020年の映画 > 2020年の日本公開映画

2020年の日本公開映画（2020ねんのにほんこうかいえいが）では、2020年（令和2年）1月1日から12月31日までに日本で商業公開された映画の一覧を記載。作品名の右の丸括弧内は製作国を示す。
記載の凡例については年度別日本公開映画#凡例を参照

## 作品一覧

### 1月
- 2日
  - さよならテレビ ( 日本) [1]
- 3日
  - インビジブル・ウィットネス 見えない目撃者 ( イタリア) [2]
  - ウィッチクラフト 黒魔術の追跡者 ( アルゼンチン) [3]
  - 英国ロイヤル・オペラ・ハウス シネマシーズン 2019/20 ロイヤル・オペラ「ドン・ジョバンニ」 ( イギリス) [4]
  - エクストリーム・ジョブ ( 韓国) [5]
  - エスケイプ・ゲーム ( ベルギー) [6]
  - 尾崎豊を探して ( 日本) [7]
  - カンフーリーグ ( 香港) [8]
  - 虐待の証明 ( 韓国) [9]
  - ジェイコブス・ラダー ( アメリカ合衆国) [10]
  - シネマ歌舞伎 廓文章 吉田屋 ( 日本) [11]
  - スパロークリーク 野良犬たちの長い夜 ( アメリカ合衆国) [12]
  - デビルズ・ソナタ ( フランス・ イギリス・ ロシア・ ラトビア) [13]
  - トレジャー・オブ・ムージン 天空城の秘宝 ( 中国) [14]
  - ネバー・ダイ 決意の弾丸 ( アメリカ合衆国・ ブルガリア) [15]
  - フォックストロット・シックス ( アメリカ合衆国・ インドネシア) [16]
  - ブラック・ウォリアーズ オスマン帝国騎兵隊 ( トルコ) [17]
  - マニカルニカ ジャーンシーの女王 ( インド) [18]
  - リーディングハウス ( イスラエル) [19]
  - RECCE レキ：最強特殊部隊 ( 南アフリカ共和国) [20]
  - ロング・ショット 僕と彼女のありえない恋 ( アメリカ合衆国) [21]
- 4日
  - 河童II But, we have to rest. ( 日本) [22]
  - この世はありきたり ( 日本) [23]
- 10日
  - 明日、キミのいない世界で ( 日本) [24]
  - アパレル・デザイナー ( 日本) [25]
  - 英国ロイヤル・オペラ・ハウス シネマシーズン 2019/20 ロイヤル・オペラ「ドン・パスクワーレ」 ( イギリス) [26]
  - カイジ ファイナルゲーム ( 日本) [27]
  - カット/オフ ( ドイツ) [28]
  - 劇場版「巨蟲列島」 ( 日本) [29]
  - KING OF PRISM ALL STARS -プリズムショー☆ベストテン- ( 日本) [30]
  - ザ・ルーキーズ ( 中国・ ハンガリー) [31]
  - シライサン ( 日本) [32]
  - 死霊船 メアリー号の呪い ( アメリカ合衆国) [33]
  - 人面魚 THE DEVIL FISH ( 台湾) [34][35]
  - ダウントン・アビー ( イギリス・ アメリカ合衆国) [36]
  - ティーンスピリット ( アメリカ合衆国) [37]
  - 22ミニッツ ( インドネシア) [38]
  - ハード・ナイト ( 中国・ 香港) [39]
  - パラサイト 半地下の家族 ( 韓国) [40]
  - バルカン・クライシス ( ロシア・ セルビア) [41]
  - フィッシャーマンズ・ソング コーンウォールから愛をこめて ( イギリス) [42]
  - フォードvsフェラーリ ( アメリカ合衆国) [43]
  - フューリーズ 復讐の女神 ( オーストラリア) [44]
  - ブラインデッド ( カナダ) [45]
  - マザーレス・ブルックリン ( アメリカ合衆国) [46]
  - リトル・モンスターズ ( イギリス・ オーストラリア・ アメリカ合衆国) [47]
  - 霊幻道士X 最強妖怪キョンシー現る ( 中国) [48]
  - 劇場版 れっしゃだいこうしん2020 ドキドキすごろくツアー ( 日本) [49]
  - ロバマン ( 日本) [50][51]
- 11日
  - あの群青の向こうへ ( 日本) [52]
  - 音楽 ( 日本) [53]
  - SEAMO 15th Anniversary Movie「もしもあの時 “if”」 ( 日本) [54]
  - ダスト・ウォーカー ( オーストラリア) [55]
  - リダウト ( アメリカ合衆国) [56]
- 12日
  - FREAKS フリークス 能力者たち ( カナダ・ アメリカ合衆国)[57][58]
- 13日
  - フィナーレ “そいつ”が見えたら、終わり。 ( デンマーク) [59]
- 17日
  - イントゥ・ザ・スカイ 気球で未来を変えたふたり ( イギリス・ アメリカ合衆国) [60]
  - 英国ロイヤル・オペラ・ハウス　シネマシーズン 2019/20 ロイヤル・バレエ「コンチェルト/エニグマ変奏曲/ライモンダ 第3幕」 ( イギリス) [61]
  - オリ・マキの人生で最も幸せな日 ( フィンランド・( ドイツ・( スウェーデン) [62]
  - 記憶屋 あなたを忘れない ( 日本) [63]
  - 帰郷 ( 日本) [64]
  - コンプリシティ/優しい共犯 ( 日本・ 中国) [65]
  - サスペクト 薄氷の狂気 ( カナダ) [66]
  - ジョジョ・ラビット ( アメリカ合衆国) [67]
  - 太陽の家 ( 日本) [68]
  - トラフィッカー 運び屋の女 ( アイスランド) [69]
  - ナイト・オブ・シャドー 魔法拳 ( 中国) [70]
  - 盗まれたカラヴァッジョ ( イタリア・ フランス) [71]
  - 花と雨 ( 日本) [72]
  - ビッグ・ショット ( 中国) [73]
  - ペット・セメタリー ( アメリカ合衆国) [74]
  - BOYS/ボーイズ ( オランダ) [75]
  - 劇場版メイドインアビス 深き魂の黎明 ( 日本) [76]
  - mellow ( 日本) [77]
  - ラスト・パニッシャー ( カナダ・ アメリカ合衆国) [78]
  - ラストレター ( 日本) [79]
  - リチャード・ジュエル ( アメリカ合衆国) [80]
  - 私の知らないわたしの素顔 ( フランス) [81]
- 18日
  - オルジャスの白い馬 ( 日本・ カザフスタン) [82]
  - 鼓動 ( 日本) [83]
  - ゴミのような ( 日本) [84]
  - ディープロジック ( 日本) [85]
  - 東京不穏詩 ( 日本) [86]
  - 猫、かえる Cat's Home ( 日本) [87]
  - 劇場版 ハイスクール・フリート ( 日本) [88]
  - ブラ!ブラ!ブラ! 胸いっぱいの愛を ( ドイツ・ アゼルバイジャン) [89]
  - ラウンドアバウト ( 日本) [90]
- 23日
  - RADWIMPS「ANTI ANTI GENERATION TOUR 2019 the Film」 ( 日本) [91]
- 24日
  - いただきます ここは、発酵の楽園 ( 日本) [92]
  - イーディ、83歳 はじめての山登り ( イギリス) [93]
  - 英国ロイヤル・オペラ・ハウス シネマシーズン 2019/20 ロイヤル・バレエ「コッペリア」 ( イギリス) [94]
  - エスケープ ナチスからの逃亡 ( イギリス) [95]
  - 映画 おかあさんといっしょ すりかえかめんをつかまえろ! ( 日本) [96]
  - OFFICE AUGUSTA presents SHORT FILM「ボクと君」 ( 日本) [97]
  - 風の電話 ( 日本) [98]
  - キャッツ ( アメリカ合衆国) [99]
  - 9人の翻訳家 囚われたベストセラー ( フランス・ ベルギー) [100]
  - グレート・ウォー ( アメリカ合衆国) [101]
  - サイバー・ゴースト・セキュリティ ( オーストラリア) [102]
  - サヨナラまでの30分 ( 日本) [103]
  - ジェシカ ( フランス) [104]
  - シグナル100 ( 日本) [105]
  - 聖☆おにいさん 第III紀 ( 日本) [106]
  - 雪暴 白頭山の死闘 ( 中国) [107][108]
  - 祟り蛇ナーク ( タイ) [109]
  - テリー・ギリアムのドン・キホーテ ( スペイン・ ベルギー・ フランス・ イギリス・ ポルトガル) [110]
  - バニシング ( イギリス) [111]
  - his ( 日本) [112]
  - ビューティフル・カップル 復讐の心理 ( ドイツ) [113]
  - フィードバック ( スペイン・ アメリカ合衆国) [114]
  - ブラックシープ ( ニュージーランド) [115][116]
  - 無垢なる証人 ( 韓国) [117]
  - ラスト・バレット ( フランス・ ウクライナ・ ベルギー) [118]
  - ロマンスドール ( 日本) [119]
- 25日
  - カレーとチャーハン時々、オトン。 武石昂大監督特集上映
    - おるすばんの味。 ( 日本) [120]
    - 父、かえれ! ( 日本) [121]
    - チャーハン ( 日本) [122]

  - 彼らは生きていた ( イギリス・ ニュージーランド) [123]
  - プリズン・サークル ( 日本) [124]
- 26日
  - カレーとチャーハン時々、オトン。 武石昂大監督特集上映
    - 明日かえるために、今日おきる。 ( 日本) [125]
- 31日
  - アングリーバード2 ( フィンランド・ アメリカ合衆国) [126]
  - 嘘八百 京町ロワイヤル ( 日本) [127]
  - AI崩壊 ( 日本) [128]
  - 男と女 人生最良の日々 ( フランス) [129]
  - 処刑山 ナチゾンビVS ソビエトゾンビ ( ノルウェー・ アイスランド) [130]
  - スピード・キルズ ( プエルトリコ) [131]
  - スリー・ジャスティス 孤高のアウトロー ( アメリカ合衆国) [132][133]
  - ナイブズ・アウト/名探偵と刃の館の秘密 ( アメリカ合衆国) [134]
  - バッドボーイズ フォー・ライフ ( アメリカ合衆国) [135]
  - 母との約束、250通の手紙 ( フランス・ ベルギー) [136]
  - マイ・スパイ ( アメリカ合衆国) [137]
  - 前田建設ファンタジー営業部 ( 日本) [138]
  - Uボート: 235 潜水艦強奪作戦 ( ベルギー) [139]
  - Last Lover ( 日本) [140]

### 2月
- 1日
  - 愛国者に気をつけろ! 鈴木邦男 ( 日本) [141]
  - アメリカン・ドリーマー ( アメリカ合衆国) [142]
  - 片山享監督特集 「生きる、理屈」
    - 生きる、理屈 ( 日本) [143]
    - いっちょらい ( 日本) [144]
    - 名操縦士 ( 日本) [145]

  - ゴブリンスレイヤー GOBLIN'S CROWN ( 日本) [146]
  - どこへ出しても恥かしい人 ( 日本) [147]
  - FRIDAY ( 日本) [148]
  - モンスター・ロード ( アメリカ合衆国) [149]
  - 淪落の人 ( 香港) [150]
- 7日
  - アンストッパブル ( オーストラリア) [151]
  - アントラム 史上最も呪われた映画 ( カナダ) [152]
  - 犬鳴村 ( 日本) [153]
  - グッドライアー 偽りのゲーム ( アメリカ合衆国) [154]
  - グリンゴ/最強の悪運男 ( アメリカ合衆国・ メキシコ・ オーストラリア) [155]
  - ゴールデン・ジョブ ( 香港) [156]
  - 転がるビー玉 ( 日本) [157][158]
  - 37セカンズ ( 日本) [159]
  - ザ・ピーナッツバター・ファルコン ( アメリカ合衆国) [160]
  - 侍の名のもとに 〜野球日本代表 侍ジャパンの800日〜 ( 日本) [161]
  - 静かな雨 ( 日本) [162]
  - スキンウォーカー ( アメリカ合衆国) [163]
  - ストレイ 悲しみの化身 ( ロシア) [164]
  - 10ミニッツ ( アメリカ合衆国) [165]
  - DRONE/ドローン ( アメリカ合衆国) [166]
  - ハスラーズ ( アメリカ合衆国) [167]
  - ピーク・レスキュー ( 中国) [168]
  - ファンシー ( 日本) [169]
  - フェイクプラスティックプラネット ( 日本) [170]
  - プロジェクト・グーテンベルク 贋札王 ( 香港・ 中国) [171]
  - METライブビューイング2019-20 プッチーニ「蝶々夫人」 ( アメリカ合衆国) [172]
  - ロニートとエスティ 彼女たちの選択 ( イギリス) [173]
  - ヲタクに恋は難しい ( 日本) [174]
- 8日
  - Alice Film Collection
    - つむぐ ( 日本) [175]
    - 未来の唄 ( 日本) [176]

  - 小野峻志監督特集
    - 拾って捨てろ! ( 日本) [177]
    - やわらかい季節 ( 日本) [178]

  - 巡礼の約束 ( 中国) [179]
  - スーパー戦隊MOVIEパーティー
    - 劇場版 騎士竜戦隊リュウソウジャーVSルパンレンジャーVSパトレンジャー ( 日本) [180]
    - 魔進戦隊キラメイジャー エピソードZERO ( 日本) [181]
- 14日
  - ACCA13区監察課 Regards ( 日本) [182]
  - 1917 命をかけた伝令 ( イギリス・ アメリカ合衆国) [183]
  - 影裏 ( 日本) [184]
  - エル・チカーノ レジェンド・オブ・ストリート・ヒーロー ( アメリカ合衆国) [185]
  - グッドバイ〜嘘からはじまる人生喜劇〜 ( 日本) [186]
  - 性の劇薬 ( 日本) [187]
  - 新作歌舞伎「風の谷のナウシカ」前編 ( 日本) [188]
  - 劇場版 声優男子ですが…? 〜これからの声優人生の話をしよう〜 ( 日本) [189]
  - 脱走特急 ( ロシア) [190]
  - T-34 レジェンド・オブ・ウォー ダイナミック完全版 ( ロシア) [191]
  - ドミノ 復讐の咆哮 ( デンマーク・ フランス・ イタリア・ ベルギー・ オランダ) [192]
  - ドント・ゴー・ダウン ( イギリス) [193]
  - ナショナル・シアター・ライヴ 2020 「リーマン・トリロジー」 ( イギリス) [194]
  - バイバイ、ヴァンプ! ( 日本) [195]
  - 阪神タイガース THE MOVIE〜猛虎神話集〜 ( 日本) [196]
  - ヒトラーを殺し、その後ビッグフットを殺した男 ( アメリカ合衆国) [197]
  - ふたりのJ・T・リロイ ベストセラー作家の裏の裏 ( アメリカ合衆国) [198]
  - MAN WITH A MISSION THE MOVIE -TRACE the HISTORY- ( 日本) [199]
  - 屋根裏の殺人鬼フリッツ・ホンカ ( ドイツ) [200]
  - 山中静夫氏の尊厳死 ( 日本) [201]
  - ラスト・サンライズ ( 中国) [202]
- 15日
  - 轟音 ( 日本) [203]
  - 囀る鳥は羽ばたかない The clouds gather ( 日本) [204]
  - サンキューフォーカミング ( 日本) [205]
  - とってもゴースト ( 日本) [206]
  - BOY ( 日本) [207]
- 21日
  - 《ndjc: 若手映画作家育成プロジェクト2019》 ( 日本) [208]
    - あなたみたいに、なりたくない。 ( 日本) [209]
    - 魚座どうし ( 日本) [210]
    - Le Cerveau セルヴォ ( 日本) [211]

  - 恐竜超伝説 劇場版ダーウィンが来た! ( 日本) [212]
  - COMPLY+-ANCE コンプライアンス ( 日本) [213]
  - ザ・ビースト ( アメリカ合衆国) [214]
  - 劇場版『Gのレコンギスタ II』「ベルリ 撃進」 ( 日本) [215]
  - 新卒ポモドーロ ( 日本) [216]
  - スウィング・キッズ ( 韓国) [217]
  - スキャンダル ( アメリカ合衆国・ カナダ) [218]
  - スマホを落としただけなのに 囚われの殺人鬼 ( 日本) [219]
  - 世界一初恋 プロポーズ編 ( 日本) [220]
  - ダンサー そして私たちは踊った ( スウェーデン・ ジョージア・ フランス) [221][222]
  - チャーリーズ・エンジェル ( アメリカ合衆国) [223]
  - デジモンアドベンチャー LAST EVOLUTION 絆 ( 日本) [224]
  - ドント・イット THE END ( フランス・ モロッコ) [225]
  - 名もなき生涯 ( アメリカ合衆国・ ドイツ) [226]
  - バトル・インフェルノ ( アメリカ合衆国) [227]
  - ふたりの映画ができるまで ( アメリカ合衆国) [228]
  - プライス -戦慄の報酬- ( カナダ・ ニュージーランド・ アイルランド・ アメリカ合衆国) [229]
  - プレーム兄貴、王になる ( インド) [230]
  - ミッドウェイ ～運命の海～ ( アメリカ合衆国) [231]
  - ミッドサマー ( アメリカ合衆国) [232]
  - METライブビューイング2019-20/フィリップ・グラス《アクナーテン》 ( アメリカ合衆国) [233]
  - Red ( 日本) [234]
  - わがままなヴァカンス ( フランス) [235]
- 22日
  - うたのはじまり ( 日本) [236]
  - 完全版ウーマンウーマンウーマン ( 日本) [237]
  - 現在地はいづくなりや 映画監督東陽一 ( 日本) [238]
  - ソン・ランの響き ( ベトナム) [239]
  - 映画 ねこねこ日本史 〜龍馬のはちゃめちゃタイムトラベルぜよ!〜 ( 日本) [240]
  - フレディ・M・ムーラー特集 マウンテン・トリロジー
    - 緑の山 ( スイス) [241]
    - 山の焚火 ( スイス) [242]
    - 我ら山人たち -我々山国の人間が山間に住むのは、我々のせいではない ( スイス) [243]

  - 恋恋豆花 ( 日本・ 台湾) [244]
- 28日
  - 栄光のマイヨジョーヌ ( オーストラリア) [245]
  - エスケープ・ルーム ( アメリカ合衆国) [246]
  - L.O.L.サプライズ! ウィンターディスコ ザ・ムービー ( アメリカ合衆国) [247]
  - おかざき恋愛四鏡 ( 日本) [248]
  - 架空OL日記 ( 日本) [249]
  - 劇場特別版「カフカの東京絶望日記」 ( 日本) [250]
  - 仮面ライダージオウ NEXT TIME ゲイツ、マジェスティ ( 日本) [251]
  - 霧の中の少女 ( イタリア) [252]
  - 黒い司法 0%からの奇跡 ( アメリカ合衆国) [253]
  - 劇場版 ごん - GON, THE LITTLE FOX - ( 日本) [254]
  - 地獄の黙示録 ファイナル・カット ( アメリカ合衆国) [255]
  - 新作歌舞伎「風の谷のナウシカ」後編 ( 日本) [256]
  - スケアリーストーリーズ 怖い本 ( アメリカ合衆国) [257]
  - 初恋 ( 日本) [258]
  - PMC:ザ・バンカー ( 韓国) [259]
  - METライブビューイング2019-20 ベルク「ヴォツェック」 ( アメリカ合衆国) [260]
  - 野性の呼び声 ( アメリカ合衆国) [261]
  - ラスト・ディール 美術商と名前を失くした肖像 ( フィンランド) [262]
  - レ・ミゼラブル ( フランス) [263]
  - ロングデイズ・ジャーニー この夜の涯てへ ( 中国・ フランス) [264]
  - 別れる前にしておくべき10のこと ( アメリカ合衆国) [265]
- 29日
  - アルム ( 日本) [266]
  - 劇場公開版『eastern youth日比谷野外大音楽堂公演2019.9.28』 ( 日本) [267]
  - 子どもたちをよろしく ( 日本) [268]
  - サマショール 遺言 第6章 ( 日本) [269]
  - 劇場版 SHIROBAKO ( 日本) [270]
  - DUMB TYPE 高谷史郎 -自然とテクノロジーのはざま ( フランス) [271]
  - 次は何に生まれましょうか ( 日本) [272]
  - ママをやめてもいいですか!? ( 日本) [273]
  - 娘は戦場で生まれた ( イギリス・ シリア) [274]

### 3月
- 6日
  - 劇場版 おいしい給食 Final Battle ( 日本) [275]
  - 仮面病棟 ( 日本) [276]
  - 逆位置のバラッド ( 日本) [277]
  - サクリファイス ( 日本) [278]
  - ザ・ルーム ( アメリカ合衆国) [279]
  - シェイクスピアの庭 ( イギリス) [280]
  - ジュディ 虹の彼方に ( アメリカ合衆国・ イギリス) [281]
  - ストレンジ・シスターズ ( タイ) [282]
  - ナンシー ( アメリカ合衆国) [283]
  - Fukushima 50 ( 日本) [284]
  - 星屑の町 ( 日本) [285]
  - 祭りの後は祭りの前 ( 日本) [286]
  - 酔うと化け物になる父がつらい ( 日本) [287]
  - ロミオとジュリエット ( イギリス) [288]
- 7日
  - 踊ってミタ ( 日本) [289]
  - ダンシングホームレス ( 日本) [290]
  - M!LK Juvenilizm-青春主義-Special Short Film- ( 日本) [291]
  - わたしは分断を許さない ( 日本) [292]
- 13日
  - エキストロ ( 日本) [293]
  - 岡野教授の千年花草譚 ( 日本) [294]
  - 貴族降臨 -PRINCE OF LEGEND- ( 日本) [295]
  - 松竹ブロードウェイシネマ「シラノ・ド・ベルジュラック」 ( アメリカ合衆国) [296]
  - 衝動 -世界で唯一のダンサオーラ ( フランス・ スペイン) [297]
  - ジョン・F・ドノヴァンの死と生 ( カナダ・ イギリス) [298]
  - ナショナル・シアター・ライヴ 2020 「フリーバッグ」 ( イギリス) [299]
  - フィルムに宿る魂 ( 日本) [300]
  - ミッドサマー ディレクターズカット版 ( アメリカ合衆国) [301]
  - 無敵のドラゴン ( 香港) [302]
  - ムルゲ 王朝の怪物 ( 韓国) [303]
- 14日
  - アル・リサーラ/ザ・メッセージ アラブ・バージョン ( リビア・ モロッコ・ エジプト・ サウジアラビア) [304]
  - インディペンデントリビング ( 日本) [305]
  - ガザ・サーフ・クラブ ( ドイツ) [306]
  - コロンバス ( アメリカ合衆国) [307]
  - 銃か、落書きか ( スペイン) [308]
  - たわわな気持ち ( 日本) [309]
  - 血筋 ( 日本) [310]
  - デッド・フラワーズ ( 日本) [311]
  - 透明花火 ( 日本) [312]
  - 時の行路 ( 日本) [313]
  - ビッグ・リトル・ファーム 理想の暮らしのつくり方 ( アメリカ合衆国) [314]
  - ひとくず ( 日本) [315]
- 15日
  - ゲスト: アレッポ・トゥ・イスタンブール ( トルコ・ ヨルダン) [316]
  - ハラール・ラブ(アンド・セックス) ( レバノン・ ドイツ) [317]
  - 私たちはどこに行くの? ( フランス・ レバノン・ エジプト・ イタリア) [318]
  - わたしはヌジューム、10歳で離婚した ( イエメン・ アラブ首長国連邦・ フランス) [319]
- 16日
  - アブ、アダムの息子 ( インド) [320]
  - ベイルート ブエノス・アイレス ベイルート ( アルゼンチン) [321]
  - ラグレットの夏 ( チュニジア・ フランス・ ベルギー) [322]
- 17日
  - イクロ2 わたしの宇宙 ( インドネシア) [323]
- 18日
  - ボリショイ・バレエ in シネマ Season 2019-2020「ライモンダ」 ( ロシア) [324]
- 20日
  - いざなぎ暮れた。 ( 日本) [325]
  - 一度死んでみた ( 日本) [326]
  - 岡野教授の南極生物譚 ( 日本) [327]
  - CURED キュアード ( アイルランド・ フランス) [328]
  - 恐竜が教えてくれたこと ( オランダ) [329]
  - ナイチンゲール ( オーストラリア・ カナダ・ アメリカ合衆国) [330]
  - 21世紀の資本 ( フランス・ ニュージーランド) [331]
  - 人間の時間 ( 韓国) [332]
  - パラダイス・ロスト ( 日本) [333]
  - パリ・オペラ座バレエ・シネマ 2020 「パリ・オペラ座ダンスの饗宴」 ( フランス) [334]
  - ハーレイ・クインの華麗なる覚醒 BIRDS OF PREY ( アメリカ合衆国) [335]
  - ほんとにあった! 呪いのビデオ BEST OF BEST ( 日本) [336]
  - 三島由紀夫vs東大全共闘～50年目の真実～ ( 日本) [337]
  - もみの家 ( 日本) [338]
  - 弥生、三月-君を愛した30年- ( 日本) [339]
- 21日
  - カゾクデッサン ( 日本) [340]
  - GEEK BEEF BEAT ( 日本) [341]
  - 春を告げる町 ( 日本) [342]
  - 馬三家からの手紙 ( カナダ) [343]
- 27日
  - 青の生徒会 参る! season1 花咲く男子たちのかげに ( 日本) [344]
  - 幼い依頼人 ( 韓国) [345]
  - 最高の花婿 アンコール ( フランス) [346]
  - PSYCHO-PASS サイコパス 3 FIRST INSPECTOR ( 日本) [347]
  - サーホー ( インド) [348]
  - SHELL and JOINT ( 日本) [349]
  - 世界でいちばん貧しい大統領 愛と闘争の男、ホセ・ムヒカ ( アルゼンチン・ ウルグアイ・ セルビア) [350]
- 28日
  - グリーン・ライ ～エコの嘘～ ( オーストリア) [351]
  - 女優 原田ヒサ子 ( 日本) [352]
  - 血筋 ( 日本) [310][353]
  - ちむぐりさ 菜の花の沖縄日記 ( 日本) [354]
  - MANRIKI <ディレクターズカット版> ( 日本) [355]
  - ルートヴィヒに恋して ( 日本) [356]

### 4月
- 3日
  - 在りし日の歌 ( 中国) [357]
  - 暗数殺人 ( 韓国) [358]
  - かくも長き道のり ( 日本) [359]
  - 悲しみより、もっと悲しい物語 ( 台湾) [360]
  - ケアニン～こころに咲く花～ ( 日本) [361]
  - 白い暴動 ( イギリス) [362]
  - 囚われた国家 ( アメリカ合衆国) [363]
  - METライブビューイング2019-20 ガーシュウィン「ポーギーとベス」 ( アメリカ合衆国) [364]
- 4日
  - すずしい木陰 ( 日本) [365]
  - ようこそ、革命シネマへ ( フランス・ スーダン・ ドイツ・ チャド・ カタール) [366]
- 10日
  - 新喜劇王 ( 香港・ 中国) [367]
  - METライブビューイング2019-20 ヘンデル「アグリッピーナ」 ( アメリカ合衆国) [368]
  - ワンダーウォール 劇場版 ( 日本) [369]

### 5月
- 15日
  - 心霊喫茶「エクストラ」の秘密-The Real Exorcist- ( 日本) [370]
- 22日
  - 映画『犬鳴村』恐怖回避ばーじょん 劇場版 ( 日本) [371]
- 29日
  - ブラッドショット ( アメリカ合衆国) [372]

### 6月
- 1日
  - 島にて ( 日本) [373]
  - タゴール・ソングス ( 日本) [374]
  - 花のあとさき ムツばあさんの歩いた道 ( 日本) [375]
  - パリ・オペラ座バレエ・シネマ 2020 「夏の夜の夢」 ( フランス) [376]
  - ひまわり 50周年HDレストア版 ( イタリア) [377]
  - 許された子どもたち ( 日本) [378]
  - ライト・オブ・マイ・ライフ ( アメリカ合衆国) [379]
- 5日
  - ANNA/アナ ( フランス・ アメリカ合衆国) [380]
  - アンティークの祝祭 ( フランス) [381]
  - 色男ホ・セク ( 韓国) [382]
  - 白雪姫〜あなたが知らないグリム童話〜 ( フランス・ ベルギー) [383]
  - 長沙里9.15 ( 韓国) [384]
  - 罪と女王 ( デンマーク・ スウェーデン) [385]
  - デッド・ドント・ダイ ( スウェーデン・ アメリカ合衆国) [386]
  - ドロステのはてで僕ら ( 日本) [387]
  - パラサイト 半地下の家族 モノクロVer. ( 韓国) [388]
  - パリ・オペラ座バレエ・シネマ 2020 「パリ・オペラ座ダンスの饗宴」 ( フランス) [389]
  - ハリエット ( アメリカ合衆国) [390]
  - ポップスター ( アメリカ合衆国) [391]
  - マシュー・ボーン IN CINEMA/ロミオとジュリエット ( イギリス) [392]
  - 未成年 ( 韓国) [393]
  - 燕 Yan ( 日本) [394]
  - ルース・エドガー ( アメリカ合衆国) [395]
  - ロシオ・モリーナ LIVE カイーダ・デル・シエロ ( フランス・ スペイン) [396]
- 6日
  - お名前はアドルフ? ( ドイツ) [397]
  - 凱里ブルース ( 中国) [398]
  - 三大怪獣グルメ ( 日本) [399]
  - 地元ピース! 幻想ドライビング ( 日本) [400]
  - 精神0 ( 日本) [401]
  - RIVER ( 日本) [402]
- 8日
  - 凪の海 ( 日本) [403]
- 11日
  - トーゴー ( アメリカ合衆国)[404]
- 12日
  - アドリフト 41日間の漂流 ( イギリス・( アメリカ合衆国) [405]
  - あなたにふさわしい ( 日本) [406]
  - がんばれ!チョルス ( 韓国) [407]
  - グッド・ボーイズ ( アメリカ合衆国) [408]
  - コリーニ事件 ( ドイツ) [409]
  - 最短距離は回りくどくて、 雨とソーダ水 ( 日本) [410]
  - 死神遣いの事件帖 -傀儡夜曲- ( 日本) [411]
  - 15年後のラブソング ( アメリカ合衆国・ イギリス) [412]
  - ストーリー・オブ・マイライフ/わたしの若草物語 ( アメリカ合衆国) [413]
  - その手に触れるまで ( ベルギー・ フランス) [414]
  - テイクオーバーゾーン ( 日本) [415]
  - ナショナル・シアター・ライヴ 2020 「スモール・アイランド」 ( イギリス) [416]
  - ホドロフスキーのサイコマジック ( フランス) [417]
  - ホーンテッド 世界一怖いお化け屋敷 ( アメリカ合衆国) [418]
  - ライブリポート ( イギリス・ アメリカ合衆国) [419]
  - ワールドエンド ( ロシア) [420]
- 13日
  - アンナ・カリーナ 君はおぼえているかい ( フランス) [421]
  - 君がいる、いた、そんな時。 ( 日本) [422]
  - 傍観者あるいは偶然のテロリスト ( 日本) [423]
  - なぜ君は総理大臣になれないのか ( 日本) [424]
- 17日
  - ボリショイ・バレエ in シネマ Season 2019-2020『白鳥の湖』 ( ロシア) [425]
- 19日
  - いつくしみふかき ( 日本) [426]
  - 英国ロイヤル・オペラ・ハウス シネマシーズン 2019/20 ロイヤル・バレエ「眠れる森の美女」 ( イギリス) [427]
  - エージェント・スミス ( アメリカ合衆国) [428]
  - エジソンズ・ゲーム ( アメリカ合衆国) [429]
  - 今宵、212号室で ( フランス・ ルクセンブルク・ ベルギー) [430]
  - ザ・スパイ ゴースト・エージェント ( ロシア) [431]
  - サンダーロード ( アメリカ合衆国) [432]
  - 水曜日が消えた ( 日本) [433]
  - デスマッチ 檻の中の拳闘 ( アメリカ合衆国) [434]
  - デンジャー・クロース 極限着弾 ( オーストラリア) [435]
  - ドクター・ドリトル ( アメリカ合衆国) [436]
  - HERO～2020～ ( 日本) [437]
  - ペイン・アンド・グローリー ( スペイン) [438]
  - 赦しのちから ( アメリカ合衆国) [439]
  - ラブ・アゲイン 2度目のプロポーズ ( 韓国) [440]
- 20日
  - ドヴラートフ レニングラードの作家たち ( ロシア) [441]
  - はちどり ( 韓国・ アメリカ合衆国) [442]
- 24日
  - ボリショイ・バレエ in シネマ Season 2019-2020『ジゼル』 ( ロシア) [443]
- 26日
  - 悪の偶像 ( 韓国) [444]
  - オーバー・ザ・リミット/新体操の女王マムーンの軌跡 ( ポーランド・ ドイツ・ フィンランド) [445]
  - キラーソファ ( アメリカ合衆国) [446]
  - ゲット・イン ( フランス・ ベルギー) [447]
  - サモン・ザ・ダークネス ( アメリカ合衆国) [448]
  - SKIN/スキン ( アメリカ合衆国) [449]
  - ソニック・ザ・ムービー ( アメリカ合衆国) [450]
  - ネバー・ダイ ( フィリピン) [451]
  - ハニーランド 永遠の谷 ( 北マケドニア) [452]
  - パリ・オペラ座バレエ・シネマ 2020 「ミルピエ/ロビンズ/バランシン」 ( フランス) [453]
  - モルグ 死霊病棟 ( パラグアイ) [454]
  - ヤーディ ( イギリス) [455]
  - ランボー ラスト・ブラッド ( アメリカ合衆国・ スペイン・ ブルガリア) [456]
  - ワイルド・ローズ ( イギリス) [457]
- 27日
  - 蒼のざらざら ( 日本) [458]
  - あなたの顔 ( 台湾) [459]
  - さらばわが愛、北朝鮮 ( 韓国・ ロシア) [460]
  - タイムリミット 見知らぬ影 ( ドイツ) [461]
  - 東京の恋人 ( 日本) [462]
  - 白蛇: 縁起 ( 中国) [463]
  - ポネット〈4Kレストア版〉 ( フランス) [464]

### 7月
- 3日
  - アングスト/不安 ( オーストリア) [465]
  - アンチグラビティ ( ロシア) [466]
  - 一度も撃ってません ( 日本) [467]
  - イップ・マン 完結 ( 香港) [468]
  - 癒しのこころみ～自分を好きになる方法～ ( 日本) [469]
  - VETERAN ヴェテラン ( アメリカ合衆国) [470]
  - エンボク ( 日本) [471]
  - カセットテープ・ダイアリーズ ( イギリス) [472]
  - クソみたいな映画 ( 日本) [473]
  - ザ・クーリエ ( イギリス) [474]
  - ストレンジ・アフェア ( カナダ) [475]
  - ダンスダンスダンス、そしてバードソング
    - ダンスダンスダンス ( ベルギー・ 日本) [476]
    - バードソング ( ベルギー) [477]

  - チア・アップ! ( アメリカ合衆国) [478]
  - のぼる小寺さん ( 日本) [479]
  - ブルース・リー 4Kリマスター復活祭2020
    - 死亡遊戯 ( 香港) [480]
    - ドラゴン怒りの鉄拳 ( 香港) [481]
    - ドラゴン危機一発 ( 香港) [482]
    - ドラゴンへの道 ( 香港) [483]

  - MOTHER マザー ( 日本) [484]
  - レイニーデイ・イン・ニューヨーク ( アメリカ合衆国) [485]
  - ロード・インフェルノ ( オランダ) [486]
- 4日
  - タッチ・ミー・ノット～ローラと秘密のカウンセリング～ ( ルーマニア・ ドイツ・ チェコ・ ブルガリア・ フランス) [487]
  - もち ( 日本) [488]
- 10日
  - 浅草花やしき探偵物語 神の子は傷ついて ( 日本) [489]
  - アトラクション 侵略 ( ロシア) [490]
  - In the Life of Music 音楽とともに生きて ( アメリカ合衆国・ カンボジア) [491]
  - インビジブル・シングス 未知なる能力 ( ドイツ・ ルクセンブルク) [492]
  - WAVES/ウェイブス ( アメリカ合衆国) [493]
  - エクスペリメント・アット・セントレオナルズ女子刑務所 ( イギリス) [494]
  - エレファント・マン 4K修復版 ( アメリカ合衆国・ イギリス) [495]
  - グッド・ワイフ ( メキシコ) [496]
  - ゲキ×シネ「けむりの軍団」 ( 日本) [497]
  - THE LAW 刑事の掟 ( アメリカ合衆国) [498]
  - 銃2020 ( 日本) [499]
  - そしてまた私たちはのぼってゆく ( 日本) [500]
  - 透明人間 ( アメリカ合衆国) [501]
  - ナショナル・シアター・ライヴ 2020 「夏の夜の夢」 ( イギリス) [502]
  - バルーン 奇蹟の脱出飛行 ( ドイツ) [503]
  - 二人ノ世界 ( 日本) [504]
  - mama ( 日本) [505]
  - 真夜中モラトリアム ( 日本) [506]
  - マルモイ ことばあつめ ( 韓国) [507]
  - ミは未来のミ ( 日本) [508]
  - METライブビューイング2019-20/ワーグナー『さまよえるオランダ人』 ( アメリカ合衆国) [509]
  - ラ・ヨローナ 〜彷徨う女〜 ( グアテマラ) [510]
  - 私がモテてどうすんだ ( 日本) [511]
- 11日
  - 美しいひと ( フランス) [512]
  - おばけ ( 日本) [513]
  - 河童の女 ( 日本) [514]
  - ソフィーのいたずら ( フランス) [515]
  - BLOOD-CLUB DOLLS 2 ( 日本) [516]
  - プラネティスト ( 日本) [517]
  - ゆかちゃんの愛した時代 ( 日本) [518]
  - 横須賀綺譚 ( 日本) [519]
- 17日
  - 悪人伝 ( 韓国) [520]
  - WAR ウォー!! ( インド) [521]
  - 縁側ラヴァーズ ( 日本) [522]
  - 縁側ラヴァーズ2 ( 日本) [523]
  - オーバーナイトウォーク ( 日本) [524]
  - 機動警察パトレイバー the Movie 4DX ( 日本) [525]
  - 今日から俺は!!劇場版 ( 日本) [526]
  - KILLERMAN/キラーマン ( アメリカ合衆国) [527]
  - グレース・オブ・ゴッド 告発の時 ( フランス) [528]
  - 劇場 ( 日本) [529]
  - 「進撃の巨人」～クロニクル～ ( 日本) [530]
  - ステップ ( 日本) [531]
  - ドンテンタウン ( 日本) [532]
  - ナイト・ウォッチャー ( アメリカ合衆国) [533]
  - ナイフ・プラス・ハート ( フランス・ メキシコ・ スイス) [534]
  - 八王子ゾンビーズ ( 日本) [535]
  - パブリック 図書館の奇跡 ( アメリカ合衆国) [536]
  - ブリット＝マリーの幸せなひとりだち ( スウェーデン) [537]
  - 眉村ちあきのすべて（仮） ( 日本) [538]
  - 予定は未定 ( 日本) [539]
  - ライド・ライク・ア・ガール ( オーストラリア) [540]
  - リトル・ジョー ( オーストリア・ イギリス・ ドイツ) [541]
- 18日
  - zk/頭脳警察50 未来への鼓動 ( 日本) [542]
  - 誰がハマーショルドを殺したか ( デンマーク・ ノルウェー・ スウェーデン・ ベルギー) [543]
  - ぶあいそうな手紙 ( ブラジル) [544]
- 23日
  - 海底47m 古代マヤの死の迷宮 ( イギリス・ アメリカ合衆国) [545]
  - コンフィデンスマンJP プリンセス編 ( 日本) [546]
  - グランド・ジャーニー ( フランス・ ノルウェー) [547]
  - 中島みゆき「夜会」Vol.20 リトル・トーキョー -劇場版- ( 日本) [548]
  - 劇場版 ひみつ×戦士 ファントミラージュ! 〜映画になってちょーだいします〜 ( 日本) [549]
- 24日
  - アルプススタンドのはしの方 ( 日本) [550]
  - クシナ ( 日本) [551]
  - ジェイド・ダイナスティ 破壊王、降臨。 ( 中国) [552]
  - シークレット・ジョブ ( 韓国) [553]
  - シュウカツ4 人狼面接 ( 日本) [554]
  - 17歳のウィーン フロイト教授人生のレッスン ( オーストリア・ ドイツ) [555]
  - STAND STRONG ( 日本) [556]
  - ストレンジ・フィーリング アリスのエッチな青春白書 ( アメリカ合衆国) [557]
  - 追龍 ( 中国) [558]
  - 破壊の日 ( 日本) [559]
  - ブラック アンド ブルー ( アメリカ合衆国) [560]
  - プラド美術館 驚異のコレクション ( イタリア・ スペイン) [561]
  - ぼくが性別「ゼロ」に戻るとき 空と木の実の9年間 ( 日本) [562]
  - LETO -レト- ( ロシア・ フランス) [563]
- 25日
  - 恋する男 ( 日本) [564]
  - ドキュメンタリー沖縄戦 知られざる悲しみの記憶 ( 日本) [565]
  - 日本人の忘れもの フィリピンと中国の残留邦人 ( 日本) [566]
- 31日
  - 甘い生活 4Kデジタルリマスター版 ( イタリア・ フランス) [567]
  - いけいけ!バカオンナ〜我が道を行け〜 ( 日本) [568]
  - 海辺の映画館―キネマの玉手箱 ( 日本) [569]
  - ウルフ・アワー ( イギリス・ アメリカ合衆国) [570]
  - カサノバ 〜最期の恋〜 ( フランス・ ベルギー・ アメリカ合衆国) [571]
  - カラー・アウト・オブ・スペース -遭遇- ( ポーランド・ アメリカ合衆国・ マレーシア) [572]
  - 君が世界のはじまり ( 日本) [573]
  - 剣の舞 我が心の旋律 ( ロシア・ アルメニア) [574]
  - 殺人狂騒曲 第9の生贄 ( ロシア) [575]
  - じょりく! ( 日本) [576]
  - 人体のサバイバル!/がんばれいわ!!ロボコン ウララ〜!恋する汁なしタンタンメン!!の巻
    - がんばれいわ!!ロボコン ウララ〜!恋する汁なしタンタンメン!!の巻 ( 日本) [577]
    - 人体のサバイバル! ( 日本) [578]
    - スプリンパン まえへすすもう! ( 日本) [579]

  - 青春群像 4Kデジタルリマスター版 ( イタリア・ フランス) [580]
  - テイクオーバーゾーン ( 日本) [581]
  - T-34 レジェンド・オブ・ウォー　最強ディレクターズ・カット版 ( ロシア) [582]
  - #ハンド全力 ( 日本) [583]
  - フェリーニのアマルコルド 4Kデジタルリマスター版 ( イタリア・ フランス) [584]
  - ブレスレット 鏡の中の私 ( フランス・ ベルギー) [585]
  - マッド・ハウス ( アメリカ合衆国) [586]
  - 最も普通の恋愛 ( 韓国) [587]
  - 8日で死んだ怪獣の12日の物語 -劇場版- ( 日本) [588]

### 8月
- 1日
  - 大海原のソングライン ( オーストラリア・ 台湾) [589]
  - 大きい女の子は好きですか? ( 日本) [590]
  - 崖 4Kデジタルリマスター版 ( イタリア・ フランス) [591]
  - 白い酋長 4Kデジタルリマスター版 ( イタリア) [592]
  - 魂のジュリエッタ 4Kデジタルリマスター版 ( イタリア・ フランス) [593]
  - 死霊魂 ( フランス・ スイス) [594]
- 2日
  - カビリアの夜 4Kデジタルリマスター版 ( イタリア・ フランス) [595]
  - 8 1/2 4Kデジタルリマスター版 ( イタリア・ フランス) [596]
- 3日
  - 道 2Kデジタルリマスター版 ( イタリア) [597]
- 7日
  - EYES ON ME: THE MOVIE ( 韓国) [598]
  - 劇場版 ウルトラマンタイガ ニュージェネクライマックス ( 日本) [599]
  - 追い風 ( 日本) [600]
  - 悲しき天使 ( 日本) [601]
  - 鬼手 ( 韓国) [602]
  - ぐらんぶる ( 日本) [603]
  - 3年目のデビュー ( 日本) [604]
  - 少女☆歌劇 レヴュースタァライト ロンド・ロンド・ロンド ( 日本) [605]
  - ジョーンの秘密 ( イギリス) [606]
  - ディック・ロングはなぜ死んだのか? ( アメリカ合衆国) [607]
  - ドラえもん のび太の新恐竜 ( 日本) [608]
  - ハニーボーイ ( アメリカ合衆国) [609]
  - ボヤンシー 眼差しの向こうに ( オーストラリア) [610]
  - ランブル 音楽界を揺るがしたインディアンたち ( カナダ) [611]
  - リベンジ・アイランド ( フランス) [612]
- 8日
  - おかあさんの被爆ピアノ ( 日本) [613]
  - ニュー・バウハウス ( アメリカ合衆国) [614]
  - 不完全世界 ( 日本) [615]
  - もったいないキッチン ( 日本) [616]
  - れいこいるか ( 日本) [617]
- 14日
  - 赤い闇 スターリンの冷たい大地で ( ポーランド・ ウクライナ・ イギリス) [618]
  - 英国ロイヤル・オペラ・ハウス シネマシーズン 2019/20 ロイヤル・オペラ「ラ・ボエーム」 ( イギリス) [619]
  - 思い、思われ、ふり、ふられ ( 日本) [620]
  - ジェクシー! スマホを変えただけなのに ( アメリカ合衆国・ カナダ) [621]
  - ディヴァイン・フューリー/使者 ( 韓国) [622]
  - デート・ア・バレット デッド・オア・バレット ( 日本) [623]
  - 東映まんがまつり
    - 映画おしりたんてい テントウムシいせきの なぞ ( 日本) [624]
    - 仮面ライダー電王 プリティ電王とうじょう! ( 日本) [625]
    - 映画 ふしぎ駄菓子屋 銭天堂 つりたい焼き ( 日本) [626]
    - りさいくるずー まもれ!もくようびは資源ごみの日 ( 日本) [627]

  - ファヒム パリが見た奇跡 ( フランス) [628]
  - フォートレス・ダウン 要塞都市攻防戦 ( シリア) [629]
  - 僕の好きな女の子 ( 日本) [630]
  - ポルトガル、夏の終わり ( フランス・ ポルトガル) [631]
  - 山猫は眠らない8 暗殺者の終幕 ( アメリカ合衆国) [632]
  - 弱虫ペダル ( 日本) [633]
  - ロックンロール・ストリップ ( 日本) [634]
- 15日
  - この世の果て、数多の終焉 ( フランス) [635]
  - 13月の女の子 ( 日本) [636]
  - Fate/stay night [Heaven's Feel] III.spring song ( 日本) [637]
- 16日
  - はりぼて ( 日本) [638]
- 21日
  - アリス・スウィート・アリス ( アメリカ合衆国) [639]
  - 糸 ( 日本) [640]
  - 海の上のピアニスト 4Kデジタル修復版 ( イタリア・ アメリカ合衆国) [641]
  - 怪談新耳袋Gメン2020 ( 日本) [642]
  - きっと、またあえる ( インド) [643]
  - 狂武蔵 ( 日本) [644]
  - グッバイ、リチャード! ( アメリカ合衆国) [645]
  - 甲子園: フィールド・オブ・ドリームス ( アメリカ合衆国・ 日本) [646]
  - 血みどろの入江 ( イタリア) [647]
  - テロルンとルンルン ( 日本) [648]
  - 2分の1の魔法 ( アメリカ合衆国) [649]
  - ブックスマート 卒業前夜のパーティーデビュー ( アメリカ合衆国) [650]
  - 真夏の夜のジャズ 4K ( アメリカ合衆国) [651]
  - メビウスの悪女 赤い部屋 ( 日本) [652]
  - 夜空を飛ぶ兎 ( 日本) [653]
  - ワーニング その映画を観るな ( 韓国) [654]
- 22日
  - 映画 ギヴン ( 日本) [655]
  - シリアにて ( ベルギー・ フランス・ レバノン) [656]
  - Challenged チャレンジド ( 日本) [657]
  - 僕は猟師になった ( 日本) [658]
- 23日
  - リサと悪魔 ( イタリア) [659]
- 28日
  - 青くて痛くて脆い ( 日本) [660]
  - UVERworld 男祭り FINAL at TOKYO DOME ( 日本) [661]
  - 英国ロイヤル・オペラ・ハウス シネマシーズン 2019/20 ロイヤル・オペラ「フィデリオ」 ( イギリス) [662]
  - オフィシャル・シークレット ( イギリス) [663]
  - 奇跡との出会い。-心に寄り添う。3- ( 日本) [664]
  - 幸せへのまわり道 ( アメリカ合衆国) [665]
  - 事故物件 恐い間取り ( 日本) [666]
  - シチリアーノ 裏切りの美学 ( イタリア・ フランス・ ブラジル・ ドイツ) [667]
  - ソワレ ( 日本) [668]
  - 人間解剖島 ドクター・ブッチャー デジタルレストア版 ( イタリア・ アメリカ合衆国) [669]
  - 劇場版 忍者じゃじゃ丸くん ( 日本) [670]
  - ふたつのシルエット ( 日本) [671]
  - ブルータル・ジャスティス ( カナダ・ イギリス・ アメリカ合衆国) [672]
  - ようこそ映画音響の世界へ ( アメリカ合衆国) [673]
- 29日
  - マロナの幻想的な物語り ( ルーマニア・ フランス・ ベルギー) [674]

### 9月
- 4日
  - 行き止まりの世界に生まれて ( アメリカ合衆国) [675]
  - イル・ノワール 黒い島 ( 日本) [676]
  - 宇宙でいちばんあかるい屋根 ( 日本) [677]
  - 海の上のピアニスト イタリア完全版 ( アメリカ合衆国・ イタリア) [678]
  - 映画 きかんしゃトーマス チャオ!とんでうたってディスカバリー!! ( イギリス) [679]
  - キスカム!〜COME ON, KiSS ME AGAiN!〜 ( 日本) [680]
  - 世宗大王 星を追う者たち ( 韓国) [681]
  - 大仏廻国 The Great Buddha Arrival ( 日本) [682]
  - TK from 凛として時雨 Studio Live for “SAINOU” Film Gig Emotion ( 日本) [683]
  - 劇場版 田園ボーイズ ( 日本) [684]
  - 人数の町 ( 日本) [685]
  - パヴァロッティ 太陽のテノール ( イギリス・ アメリカ合衆国) [686]
  - ファナティック ハリウッドの狂愛者 ( アメリカ合衆国) [687]
  - 僕たちの嘘と真実 Documentary of 欅坂46 ( 日本) [688]
  - マイルス・デイヴィス クールの誕生 ( アメリカ合衆国) [689]
  - mid90s ミッドナインティーズ ( イギリス) [690]
  - メグ・ライオン ( 日本) [691]
  - リスタートはただいまのあとで ( 日本) [692]
  - Reframe THEATER EXPERIENCE with you ( 日本) [693]
  - 私たちが生まれた島～OKINAWA2018～ ( 日本) [694]
- 5日
  - それはまるで人間のように ( 日本) [695]
  - 東京事変2020.7.24閏vision特番ニュースフラッシュ ( 日本) [696]
  - 眠る虫 ( 日本) [697]
  - 特別上映版「はたらく細胞!!」最強の敵、再び。体の中は“腸”大騒ぎ! ( 日本) [698]
  - ひびきあうせかい RESONANCE ( 日本) [699]
- 10日
  - BREAK THE SILENCE: THE MOVIE ( 韓国) [700]
- 11日
  - 海辺のエトランゼ ( 日本) [701]
  - 俺たち替玉ブラザーズ! ( ベトナム) [702]
  - カウントダウン ( アメリカ合衆国) [703]
  - 喜劇 愛妻物語 ( 日本) [704]
  - 窮鼠はチーズの夢を見る ( 日本) [705]
  - クレヨンしんちゃん 激突! ラクガキングダムとほぼ四人の勇者 ( 日本) [706]
  - 荒野のコトブキ飛行隊 完全版 ( 日本) [707]
  - ジャパン・ロボット ( インド) [708]
  - ジョウブレイカー ドント・ブレイク・ダウン ( アメリカ合衆国) [709]
  - ジョーン・ジェット バッド・レピュテーション ( アメリカ合衆国) [710]
  - スペシャルズ! 〜政府が潰そうとした自閉症ケア施設を守った男たちの実話〜 ( フランス) [711]
  - ソニア ナチスの女スパイ ( ノルウェー) [712]
  - チィファの手紙 ( 中国) [713]
  - 伝説の女優 サーヴィトリ ( インド) [714]
  - 東京バタフライ ( 日本) [715]
  - プラネティスト ノーカット完全版 ( 日本) [716]
  - マイ・バッハ 不屈のピアニスト ( ブラジル) [717]
  - ミッドウェイ ( アメリカ合衆国) [718]
  - 妖怪人間ベラ ( 日本) [719]
  - れいわ一揆 ( 日本) [720]
- 12日
  - 新しい街 ヴィル・ヌーヴ ( カナダ) [721]
  - ウイルス ( インド) [722]
  - 結婚は慎重に! ( インド) [723]
  - スモーキー・アンド・ビター ( 日本) [724]
  - デソレーション・センター ( アメリカ合衆国) [725]
  - はぐれアイドル 地獄変 ( 日本) [726]
  - ビギル 勝利のホイッスル ( インド) [727]
  - ロストベイベーロスト ( 日本) [728]
- 13日
  - 浄め ( インド) [729]
  - 無職の大卒 ( インド) [730]
  - レディオ・バードマン ディセント・イントゥ・メールストロム ( オーストラリア) [731]
- 14日
  - ストゥリー 女に呪われた町 ( インド) [732]
- 17日
  - お気楽探偵アトレヤ ( インド) [733]
- 18日
  - 劇場版 ヴァイオレット・エヴァーガーデン ( 日本) [734]
  - アニメーション映画 思い、思われ、ふり、ふられ ( 日本) [735]
  - ジャズ喫茶ベイシー Swiftyの譚詩(Ballad) ( 日本) [736]
  - 戦争と平和 2Kデジタル版 ( ソビエト連邦) [737]
  - TENET テネット ( アメリカ合衆国) [738]
  - Daughters ( 日本) [739]
  - プリズン・エスケープ 脱出への10の鍵 ( イタリア・ オーストラリア) [740]
  - ブリング・ミー・ホーム 尋ね人 ( 韓国) [741]
  - ホテルニュームーン ( イラン・ 日本) [742]
  - マーティン・エデン ( イタリア・ フランス・ ドイツ) [743]
  - メイキング・オブ・モータウン ( アメリカ合衆国・ イギリス) [744]
- 19日
  - アボカドの固さ ( 日本) [745]
  - ヴィタリナ ( ポルトガル) [746]
  - おかえり ただいま ( 日本) [747]
  - 白爪草 ( 日本) [748]
  - セノーテ ( メキシコ・ 日本) [749]
  - 友達やめた。 ( 日本) [750]
  - バナナパラダイス デジタルリマスター版 ( 台湾) [751]
  - マイエクササイズ (短編映画版) ( 日本) [752]
- 25日
  - アダムス・ファミリー ( アメリカ合衆国) [753]
  - ATEOTD ( 日本) [754][755]
    - TOKYO TELEWORK FILM #6『でぃすたんす』 ( 日本) [756]

  - 甘いお酒でうがい ( 日本) [757]
  - ウルフズ・コール ( フランス) [758]
  - 映像研には手を出すな! ( 日本) [759]
  - 鵞鳥湖の夜 ( 中国・ フランス) [760]
  - 蒲田前奏曲 ( 日本) [761]
  - クライマーズ ( 中国) [762]
  - 女王トミュリス 史上最強の戦士 ( カザフスタン) [763]
  - 映画 人間椅子 バンド生活三十年 ( 日本) [764]
  - 根矢涼香、映画監督になる。 ( 日本) [765]
  - バージン協奏曲 それゆけ純白パンツ! ( 日本) [766]
  - ハースメル ( アメリカ合衆国) [767]
  - HARAJUKU～天使がくれた七日間～ ( 日本) [768]
  - ヒットマン エージェント: ジュン ( 韓国) [769]
  - マウスマン～愛の塊～ ( 日本) [770]
  - マティアス&マキシム ( カナダ) [771]
  - ミッドナイトスワン ( 日本) [772]
  - もしもあたしたちがサイサイじゃなかったら。＆HERO DOCUMENTARY FILM [773]
    - HERO DOCUMENTARY FILM ( 日本) [774]
    - もしもあたしたちがサイサイじゃなかったら。 ( 日本) [775]

  - 夢を与える ( 日本) [776]
  - リアム・ギャラガー: アズ・イット・ワズ ( イギリス) [777]
- 26日
  - イサドラの子どもたち ( フランス・ 韓国) [778]
  - COLETTE, MON AMOUR ( フランス) [779]
  - その神の名は嫉妬 ( 日本) [780]
  - TOKYO ドラゴン飯店 ( 日本) [781]
  - 童貞幽霊 あの世の果てでイキまくれ! ( 日本) [782][783]
- 27日
  - ツンデレ娘 奥手な初体験 ( 日本) [782][784]
- 30日
  - 愛してる! ( 日本)

### 10月
- 2日
  - 浅田家! ( 日本) [785]
  - ある画家の数奇な運命 ( ドイツ) [786]
  - ある殺人、落葉のころに ( 日本・ 香港・ 韓国) [787]
  - イル・ヴォーロ～世界遺産マテーラ・ライブ ( イタリア) [788]
  - WAVE!!〜サーフィンやっぺ!!〜 第一章 ( 日本) [789]
  - エマ、愛の罠 ( チリ) [790]
  - オン・ザ・ロック ( アメリカ合衆国) [791]
  - 機動戦士ガンダムF91 完全版 ( 日本) [792][793]
  - 君の視線が止まる先に ( 韓国) [794]
  - シネマ歌舞伎 三谷かぶき 月光露針路日本 風雲児たち ( 日本) [795]
  - 小説の神様 君としか描けない物語 ( 日本) [796]
  - 祖国のために 2Kデジタル版 ( ソビエト連邦) [797]
  - 小さなバイキング ビッケ ( ドイツ・ フランス・ ベルギー) [798]
  - デッドヒート ( アメリカ合衆国) [799]
  - トロールズ ミュージック★パワー ( アメリカ合衆国) [800]
  - BURN THE WITCH ( 日本) [801]
  - フェアウェル ( アメリカ合衆国) [802]
  - フライト・キャプテン 高度1万メートル、奇跡の実話 ( 中国) [803]
  - ムヒカ 世界でいちばん貧しい大統領から日本人へ ( 日本) [804]
  - 名刺ゲーム ( 日本) [805]
  - 劇場版 BEM ～BECOME HUMAN～ ( 日本) [806]
  - ライフ・イズ・カラフル! 未来をデザインする男 ピエール・カルダン ( アメリカ合衆国・ フランス) [807]
  - LOVE STAGE!! ( 日本) [808]
- 3日
  - アイドルスナイパー THE MOVIE ( 日本) [809]
  - 生きちゃった ( 日本) [810]
  - 建築と時間と妹島和世 ( 日本) [811]
  - Share the Pain ( 日本) [812]
  - セルギー神父 2Kデジタル版 ( ソビエト連邦) [813]
- 4日
  - 人間の運命 2Kデジタル版 ( ソビエト連邦) [814]
- 5日
  - ワーテルロー 2Kデジタル版 ( ソビエト連邦・ イタリア) [815]
- 9日
  - i-新聞記者ドキュメント- <再編集・ディレクターズカット版> ( 日本) [816][817]
  - 愛欲の渦 ( アルゼンチン・ スペイン・ ブラジル・ ドイツ) [818]
  - 悪党 加害者追跡調査 ( 日本) [819]
  - 異端の鳥 ( チェコ・ スロバキア・ ウクライナ) [820]
  - IMAGINE <イマジン> ( イギリス) [821][822]
  - AK-47 最強の銃 誕生の秘密 ( ロシア) [823]
  - キル バード 森に潜む反逆者 ( カナダ) [824]
  - 権力に告ぐ ( 韓国) [825]
  - シカゴ7裁判 ( アメリカ合衆国) [826]
  - チャン・クイン ( ベトナム) [827]
  - ナショナル・シアター・ライヴ 2020 「プレゼント・ラフター」 ( イギリス) [828]
  - 2020 みんなの春をやり直す ( 日本) [829]
  - 望み ( 日本) [830]
  - 82年生まれ、キム・ジヨン ( 韓国) [831]
  - フェイス・ベースド ダメ男ふたりが人生で一発逆転する方法 ( アメリカ合衆国) [832]
  - ＃フォロー・ミー ( アメリカ合衆国) [833]
  - 星の子 ( 日本) [834]
  - ボリショイ・バレエ in シネマ Season 2019-2020 「ジゼル」 ( ロシア) [835]
  - 本気のしるし 劇場版 ( 日本) [836]
  - 実りゆく ( 日本) [837]
  - メカニカル・テレパシー ( 日本) [838]
  - UFO真相検証ファイルPart1/戦慄!宇宙人拉致事件の真実 ( アメリカ合衆国) [839]
  - ラストブラックマン・イン・サンフランシスコ ( アメリカ合衆国) [840]
- 10日
  - あざみさんのこと 誰でもない恋人たちの風景vol.2 ( 日本) [841]
  - スーパーミキンコリニスタ ( 日本) [842]
  - TOKYO TELEPATH 2020 ( 日本) [843]
  - ボリショイ・バレエ in シネマ Season 2019-2020 「白鳥の湖」 ( ロシア) [844]
  - わたしは金正男を殺してない ( アメリカ合衆国) [845]
- 11日
  - ボリショイ・バレエ in シネマ Season 2019-2020 「ライモンダ」 ( ロシア) [846]
- 12日
  - タイガーハンター 水滸外伝 ( 中国) [847]
  - ボリショイ・バレエ in シネマ Season 2019-2020「くるみ割り人形」 ( ロシア) [848]
- 14日
  - ボリショイ・バレエ in シネマ Season 2019-2020「ロミオとジュリエット」 ( ロシア) [849]
- 15日
  - ボリショイ・バレエ in シネマ Season 2019-2020「海賊」 ( ロシア) [850]
- 16日
  - アウェイデイズ ( イギリス) [851]
  - WAVE!!〜サーフィンやっぺ!!〜 第二章 ( 日本) [852]
  - ウッドランド ( カナダ) [853]
  - 鬼ガール!! ( 日本) [854]
  - 劇場版「鬼滅の刃」無限列車編 ( 日本) [855]
  - 薬の神じゃない! ( 中国) [856]
  - スパイの妻 劇場版 ( 日本) [857]
  - 博士と狂人 ( イギリス・ アイルランド・ フランス・ アイスランド) [858]
  - 劇場版 ほんとうにあった怖い話2020～呪われた家～ ( 日本) [859]
  - みをつくし料理帖 ( 日本) [860]
  - 夜明けを信じて。 ( 日本) [861]
- 17日
  - I Am Here -私たちは共に生きている- ( 日本) [862]
  - アイヌモシリ ( 日本・ アメリカ合衆国・ 中国) [863]
  - ウィッカーマン final cut ( イギリス) [864]
  - 靴ひも ( イスラエル) [865]
  - 花と沼 ( 日本) [866]
  - ファンファーレが鳴り響く ( 日本) [867]
- 18日
  - 橘アヤコは見られたい ( 日本) [868]
- 20日
  - アブノーマル・ロデオ・ブルース ( 日本) [869]
- 21日
  - たわわなときめき ( 日本) [870]
- 22日
  - モンブランの女 ( 日本) [871]
- 23日
  - 朝が来る ( 日本) [872]
  - おもかげ ( スペイン・ フランス) [873]
  - オレたち応援屋!! ( 日本) [874]
  - 彼女は夢で踊る ( 日本) [875]
  - キーパー ある兵士の奇跡 ( イギリス・ ドイツ) [876]
  - きみの瞳が問いかけている ( 日本) [877]
  - 瞽女 GOZE ( 日本) [878]
  - 最短距離は回りくどくて、 -雨とソーダ水- ( 日本) [879]
  - ザ・バンド かつて僕らは兄弟だった ( カナダ・ アメリカ合衆国) [880]
  - スタートアップ! ( 韓国) [881]
  - ストレイ・ドッグ ( アメリカ合衆国) [882]
  - 空に住む ( 日本) [883]
  - ただ傍にいるだけで ( 日本・ 韓国) [884]
  - 天井棧敷の人々 4K修復版 ( フランス) [885]
  - どうにかなる日々 ( 日本) [886]
  - 眠れる森のミチコ ( 日本) [887]
  - FRIDAY ( 日本) [888]
  - やさしい男 インターナショナル・バージョン ( 日本) [889]
  - リトル・サブカル・ウォーズ -ヴィレヴァン!の逆襲- ( 日本) [890]
  - レディ・マクベス ( イギリス) [891]
- 24日
  - アリ地獄天国 ( 日本) [892]
  - 女詐欺師レン キケンな情事を追え! ( 日本) [893]
  - ゲキ×シネ「偽義経冥界歌」 ( 日本) [894]
  - サイコウノバカヤロウ 青森純情編 ( 日本) [895]
  - JUST ANOTHER ( 日本) [896]
  - それぞれ、たまゆら ( 日本) [897]
  - VIDEOPHOBIA ( 日本) [898]
  - ボーイズプラトニック 鈴江誉志監督特集
    - 青い ( 日本) [899]
    - インスタントカメラ ( 日本) [900]

  - ホラーちゃんねる 関西版 ( 日本) [901]
  - 旅愁 ( 日本・ 中国) [902]
- 26日
  - 今宵、奇跡が起きる温泉で。 ( 日本) [903]
  - スモーキー・アンド・ビター ( 日本) [904]
  - ハートボイルド・フィクション ( 日本) [905]
- 27日
  - キラー・テナント ( 日本) [906]
- 28日
  - おっさんとわたし ( 日本) [907]
- 30日
  - 愛しの母国 ( 中国) [908]
  - 異能・渡辺紘文監督特集 -大田原愚豚舎の世界Vol.2-[909]
    - 叫び声 ( 日本) [910]
    - わたしは元気 ( 日本) [911]

  - WAVE!!〜サーフィンやっぺ!!〜 第三章 ( 日本) [912]
  - ウルフウォーカー ( アイルランド・ ルクセンブルク) [913]
  - 吉祥寺ゴーゴー ( 日本) [914]
  - クローゼット ( 日本) [915]
  - ザ・グラッジ 死霊の棲む屋敷 ( アメリカ合衆国) [916]
  - ザ・ハント ( アメリカ合衆国) [917]
  - シッチェス映画祭ファンタスティック・セレクション2020
    - ココディ・ココダ ( スウェーデン・ デンマーク) [918]
    - ザ・ヴィジル 夜伽 ( アメリカ合衆国) [919]
    - スリー・フロム・ヘル ( アメリカ合衆国) [920]
    - とっととくたばれ ( ロシア) [921]

  - ジャン＝ポール・ベルモンド傑作選[922][923]
    - オー! HDリマスター版 ( フランス・ イタリア) [924][925]
    - 恐怖に襲われた街 HDリマスター版 ( フランス) [926][927]
    - 大頭脳 HDリマスター版 ( フランス・ イタリア) [928][929]
    - ムッシュとマドモアゼル HDリマスター版 ( フランス) [930][931]

  - ジョーン・ジェット/バッド・レピュテーション ( アメリカ合衆国) [932]
  - 少女ムシェット 4Kリストア・デジタルリマスター版 ( フランス) [933]
  - 相撲道～サムライを継ぐ者たち～ ( 日本) [934]
  - 超擬態人間 ( 日本) [935]
  - 罪の声 ( 日本) [936]
  - とんかつDJアゲ太郎 ( 日本) [937]
  - パピチャ 未来へのランウェイ ( フランス・ アルジェリア・ ベルギー・ カタール) [938]
  - バルタザールどこへ行く 4Kリストア・デジタルリマスター版 ( フランス・ スウェーデン) [939]
  - 普通に死ぬ 〜いのちの自立〜 ( 日本) [940]
  - MISSION IN B.A.C. THE MOVIE ～幻想と現実の an interval～ ( 日本) [941]
  - ミュージカル「刀剣乱舞」 歌合 乱舞狂乱 2019 4DX ( 日本) [942]
  - UFO真相検証ファイルPart2/衝撃!カメラに映った宇宙人たち ( アメリカ合衆国) [943]
  - 劇場版 ヨナス・カウフマン ウィーンコンサート ( イギリス) [944]
  - Life 線上の僕ら ディレクターズカット版 ( 日本) [945]
  - 私と猫のサランヘヨ ( 韓国) [946]
- 31日
  - 狭霧の國 ( 日本) [947]
  - シッチェス映画祭ファンタスティック・セレクション2020
    - 恐怖ノ黒電波 ( トルコ) [948]
    - VS狂犬 ( スペイン) [949]

  - 泣きたい私は猫をかぶる ( 日本) [950]
  - 灰色の街特集　俺たちに明日はナイト[951]
    - 赤い惑星 ( 日本) [952]
    - ムチノセカイ ( 日本) [953]

  - 白痴 デジタルリマスター版 ( 日本) [954]
  - 映画 プリキュアミラクルリープ みんなとの不思議な1日 ( 日本) [955]
  - 私たちの青春、台湾 ( 台湾) [956]

### 11月
- 3日
  - SAWADA 青森からベトナムへ ピュリッツァー賞カメラマン沢田教一の生と死 ( 日本) [957][958]
- 6日
  - 青い、森 ( 日本) [959]
  - 愛しの故郷 ( 中国) [960]
  - おらおらでひとりいぐも ( 日本) [961]
  - 感謝離 ずっと一緒に ( 日本) [962]
  - 昨日からの少女 ( ベトナム) [963]
  - 最短距離は回りくどくて、 -落花流水- ( 日本) [964]
  - ザ・ライフルマン ( ラトビア) [965]
  - ジオラマボーイ・パノラマガール ( 日本) [966]
  - ジャン＝ポール・ベルモンド傑作選[922][923]
    - 危険を買う男 HDリマスター版 ( フランス) [967][968]
    - 警部 HDリマスター版 ( フランス) [969][970]
    - 大盗賊 4Kリマスター版 ( フランス) [971][972]
    - プロフェッショナル HDリマスター版 ( フランス) [973][974]

  - 十二単衣を着た悪魔 ( 日本) [975]
  - ストックホルム・ケース ( カナダ・ スウェーデン) [976]
  - 動乱 4Kデジタルリマスター版 ( 日本) [977][978]
  - トルーマン・カポーティ 真実のテープ ( アメリカ合衆国・ イギリス) [979]
  - ネクタイを締めた百姓一揆 〜新花巻駅設置を巡る14年間の物語〜 ( 日本) [980]
  - ハリー・ポッターと賢者の石 4D版 ( アメリカ合衆国) [981][982]
  - ビューティフルドリーマー ( 日本) [983]
  - PLAY 25年分のラストシーン ( フランス) [984]
  - 鉄道員 4Kデジタルリマスター版 ( 日本) [985][986]
  - モンスターストライク THE MOVIE ルシファー 絶望の夜明け ( 日本) [987]
  - モンスター・ハント 王の末裔 ( 中国・ 香港) [988]
  - 461個のおべんとう ( 日本) [989]
- 7日
  - 天使 L'ANGE デジタルリマスター版 ( フランス) [990][991]
  - 羅小黒戦記 ぼくが選ぶ未来 ( 中国) [注釈 2][993]
- 13日
  - アイ・キャン・オンリー・イマジン 明日へつなぐ歌 ( アメリカ合衆国) [994]
  - ヴァニタス ( 日本) [995]
  - グンダラ ライズ・オブ・ヒーロー ( インドネシア) [996]
  - さくら ( 日本) [997]
  - THE CAVE サッカー少年救出までの18日間 ( タイ・ アメリカ合衆国) [998]
  - ザ・ビジター ( イタリア・ アメリカ合衆国) [999]
  - 詩人の恋 ( 韓国) [1000]
  - シラノ・ド・ベルジュラックに会いたい! ( フランス) [1001]
  - 人狼ゲーム デスゲームの運営人 ( 日本) [1002]
  - 水上のフライト ( 日本) [1003]
  - 蒼穹のファフナー THE BEYOND/第七話「帰らぬ人となりて」第八話「遺されしを伝え」第九話「第二次L計画」 ( 日本) [1004]
  - そこにいた男 ( 日本) [1005]
  - タイトル、拒絶 ( 日本) [1006]
  - タネは誰のもの ( 日本) [1007]
  - たぶん ( 日本) [1008]
  - デート・ア・バレット ナイトメア・オア・クイーン ( 日本) [1009]
  - ドクター・デスの遺産-BLACK FILE- ( 日本) [1010]
  - 日本沈没2020 劇場編集版 -シズマヌキボウ- ( 日本) [1011]
  - パウ・パトロール カーレース大作戦 GO! GO! ( アメリカ合衆国) [1012]
  - ヒルビリー・エレジー 郷愁の哀歌 ( アメリカ合衆国) [1013]
  - 不夜城の男 ( 韓国) [1014]
  - プラスチックの海 ( イギリス・ 香港) [1015]
  - ホテルローヤル ( 日本) [1016]
  - ホワイト・ストーム ( 中国・ 香港) [1017]
  - 魔女見習いをさがして ( 日本) [1018]
  - Malu 夢路 ( マレーシア・ 日本) [1019]
  - ミッシング・リンク 英国紳士と秘密の相棒 ( カナダ・ アメリカ合衆国) [1020]
  - 凛として時雨 15th anniversary #4 for Extreaming Live Edition ( 日本) [1021]
- 14日
  - 音響ハウス Melody-Go-Round ( 日本) [1022]
  - セルゲイ・ロズニツァ『群衆』ドキュメンタリー3選[1023]
    - アウステルリッツ ( ドイツ) [1024]
    - 国葬 ( オランダ・ リトアニア) [1025]
    - 粛清裁判 ( オランダ・ ロシア) [1026]

  - the believers ビリーバーズ ( 日本) [1027]
- 20日
  - 家なき子 希望の歌声 ( フランス) [1028]
  - エイブのキッチンストーリー ( アメリカ合衆国・ ブラジル) [1029]
  - おろかもの ( 日本) [1030]
  - 滑走路 ( 日本) [1031]
  - COUNTRY DREAMER - 私の道、生きる! ( 日本・ 台湾) [1032]
  - グラフィティ・グラフィティ! ( 日本) [1033]
  - THE CROSSING〜香港と大陸をまたぐ少女〜 ( 中国) [1034]
  - STAND BY ME ドラえもん 2 ( 日本) [1035]
  - 強がりカポナータ ( 日本) [782][1036]
  - 泣く子はいねぇが ( 日本) [1037]
  - 脳天パラダイス ( 日本) [1038]
  - ばるぼら ( 日本) [1039]
  - フード・ラック!食運 ( 日本) [1040]
  - ホモ・サピエンスの涙 ( スウェーデン・ ドイツ・ ノルウェー) [1041]
  - ボルケーノ・パーク ( 中国) [1042]
  - Mank/マンク ( アメリカ合衆国) [1043]
  - ヤウンペを探せ! ( 日本) [1044]
  - ルーツ～ヤマトとユダヤが手を合わすとき～ ( 日本) [1045]
- 21日
  - 恋するけだもの ( 日本) [1046]
  - サウラ家の人々 ( スペイン) [1047]
  - 空に聞く ( 日本) [1048]
  - 中村屋酒店の兄弟 ( 日本) [1049]
- 25日
  - 空はどこにある ( 日本) [1050]
  - もぐら ( 日本) [1051]
- 27日
  - アーニャは、きっと来る ( イギリス・ ベルギー) [1052]
  - アンダードッグ 前編 ( 日本) [1053]
  - アンダードッグ 後編 ( 日本) [1054]
  - ガメラ 大怪獣空中決戦 4K HDR ( 日本) [1055][1056]
  - 完全なる飼育 étude ( 日本) [1057]
  - 記憶の技法 ( 日本) [1058]
  - 機動戦士ガンダムSEED スペシャルエディション完結編 鳴動の宇宙 HDリマスター ( 日本) [1059][1060]
  - 機動戦士ガンダム00 スペシャルエディションI ソレスタルビーイング ( 日本) [1061][1060]
  - 君の誕生日 ( 韓国) [1062]
  - 君は彼方 ( 日本) [1063]
  - グリザイア: ファントムトリガー THE ANIMATION スターゲイザー ( 日本) [1064]
  - 佐々木、イン、マイマイン ( 日本) [1065]
  - 10万分の1 ( 日本) [1066]
  - 真・鮫島事件 ( 日本) [1067]
  - 真犯人 ( 韓国) [1068]
  - トータル・リコール 4Kデジタルリマスター ( アメリカ合衆国) [1069][1070]
  - トップをねらえ! OVA前編 ( 日本) [1071][1072][1073]
  - トップをねらえ! OVA後編 ( 日本) [1074][1072][1073]
  - 劇場版HAYABUSA2～REBORN ( 日本) [1075]
  - ヒトラーに盗られたうさぎ ( ドイツ) [1076]
  - 燃えよドラゴン ディレクターズ・カット ( 香港・ アメリカ合衆国) [1077][1078]
  - MORTAL モータル ( ノルウェー) [1079]
- 28日
  - 凱歌 ( 日本) [1080]
  - 渋谷シャドウ ( 日本) [1081]
  - バクラウ 地図から消された村 ( ブラジル・ フランス) [1082]
  - 菱沼康介特集上映『四角い卵』[1083]
    - 一生で一番長い九分 ( 日本) [1084]
    - かく恋慕 ( 日本) [1085]
- 29日
  - 彼女はひとり ( 日本) [1086]

### 12月
- 1日
  - バーンスタイン&ウィーン・フィル ベートーヴェン全交響曲シネコンサート[1087]
    - バーンスタイン&ウィーン・フィル ベートーヴェン全交響曲シネコンサート 交響曲第1番ハ長調Op.21＆交響曲第3番変ホ長調Op.55「英雄」 ( ドイツ) [1088]
    - バーンスタイン&ウィーン・フィル ベートーヴェン全交響曲シネコンサート 交響曲第2番ニ長調Op.36＆交響曲第5番ハ短調Op.67「運命」 ( ドイツ) [1089]
    - バーンスタイン&ウィーン・フィル ベートーヴェン全交響曲シネコンサート 交響曲第9番ニ短調Op.125「合唱つき」 ( ドイツ) [1090]
- 2日
  - バーンスタイン&ウィーン・フィル　ベートーヴェン全交響曲シネコンサート[1087]
    - バーンスタイン&ウィーン・フィル ベートーヴェン全交響曲シネコンサート 交響曲第4番変ロ長調Op.60＆交響曲第6番ヘ長調Op.68「田園」 ( ドイツ) [1091]
    - バーンスタイン&ウィーン・フィル ベートーヴェン全交響曲シネコンサート 交響曲第7番イ長調Op.92＆交響曲第8番ヘ長調Op.93 ( ドイツ) [1092]
- 4日
  - AKIRA ドルビーシネマ版 ( 日本) [1093][1094]
  - 海の底からモナムール ( 日本・ フランス) [1095]
  - ヱヴァンゲリヲン新劇場版:序 ( 日本) [1096][注釈 3]
  - オール・マイ・ライフ ( アメリカ合衆国) [1099]
  - サイレント・ソルジャー ( スペイン) [1100]
  - サイレント・トーキョー ( 日本) [1101]
  - ザ・プロム ( アメリカ合衆国) [1102]
  - 滝沢歌舞伎 ZERO 2020 The Movie ( 日本) [1103]
  - ナショナル・シアター・ライヴ 2020 「シラノ・ド・ベルジュラック」 ( イギリス) [1104]
  - 夏、至るころ ( 日本) [1105]
  - ノッティングヒルの洋菓子店 ( イギリス) [1106]
  - バック・トゥ・ザ・フューチャー 4Kニューマスター ( アメリカ合衆国) [1107][1108]
  - バック・トゥ・ザ・フューチャーPART2 4Kニューマスター ( アメリカ合衆国) [1109][1108]
  - バック・トゥ・ザ・フューチャーPART3 4Kニューマスター ( アメリカ合衆国) [1110][1108]
  - 100日間のシンプルライフ ( ドイツ) [1111]
  - ベター・ウォッチ・アウト クリスマスの侵略者 ( アメリカ合衆国・ オーストラリア) [1112]
  - 魔女がいっぱい ( アメリカ合衆国) [1113]
  - ミセス・ノイズィ ( 日本) [1114]
  - 燃ゆる女の肖像 ( フランス) [1115]
- 5日
  - 菱沼康介特集上映『四角い卵』[1083]
    - されど吉祥とする ( 日本) [1116]

  - 劇場版 Fate/Grand Order -神聖円卓領域キャメロット- 前編 Wandering; Agateram ( 日本) [1117]
- 11日
  - Away ( ラトビア) [1118]
  - イップ・マン 宗師 ( 中国) [1119]
  - 愛しのダディー殺害計画 ( 日本) [1120]
  - ヱヴァンゲリヲン新劇場版:破 ( 日本) [1121][注釈 3]
  - 新解釈・三國志 ( 日本) [1122]
  - 天外者 ( 日本) [1123]
  - ニューヨーク 親切なロシア料理店 ( デンマーク・ カナダ・ スウェーデン・ フランス・ ドイツ・ イギリス・ アメリカ合衆国) [1124]
  - ネクスト・ドリーム/ふたりで叶える夢 ( アメリカ合衆国) [1125]
  - NETFLIX 世界征服の野望 ( アメリカ合衆国) [1126]
  - ハッピー・オールド・イヤー ( タイ) [1127]
  - パリのどこかで、あなたと ( フランス) [1128]
  - BL FES!! Boys Love Festival!! 2020[1129]
    - イエスかノーか半分か ( 日本) [1130]
    - まるだせ金太狼 ( 日本) [1131]

  - #フォロー・ミー ( アメリカ合衆国) [1132]
  - ブラッド・ブレイド ( カナダ) [1133]
  - ブレスレス ( フィンランド) [1134]
  - ヘルムート・ニュートンと12人の女たち ( ドイツ) [1135]
  - BOLT ( 日本) [1136]
  - ミッドナイト・スカイ ( アメリカ合衆国) [1137]
  - レディ・トゥ・レディ ( 日本) [1138]
- 12日
  - 戦車闘争 ( 日本) [1139]
  - 無頼 ( 日本) [1140]
- 15日
  - ボリショイ・バレエ in シネマ Season 2020-2021『くるみ割り人形』 ( ロシア) [1141]
- 18日
  - ヱヴァンゲリヲン新劇場版:Q ( 日本) [1142][注釈 3]
  - 劇場短編 仮面ライダーセイバー 不死鳥の剣士と破滅の本/劇場版 仮面ライダーゼロワン REAL×TIME
    - 劇場短編 仮面ライダーセイバー 不死鳥の剣士と破滅の本 ( 日本) [1143]
    - 劇場版　仮面ライダーゼロワン REAL×TIME ( 日本) [1144]

  - クローゼット（英語版） ( 韓国) [1145]
  - この世界に残されて ( ハンガリー) [1146]
  - 声優夫婦の甘くない生活 ( イスラエル) [1147]
  - ディヴィジョン ( ブラジル) [1148]
  - 電車を止めるな!〜のろいの6.4km〜 ( 日本) [1149]
  - 日本独立 ( 日本) [1150]
  - ビルとテッドの時空旅行 音楽で世界を救え! ( アメリカ合衆国) [1151]
  - また、あなたとブッククラブで ( アメリカ合衆国) [1152]
  - 約束のネバーランド ( 日本) [1153]
  - 私をくいとめて ( 日本) [1154]
  - ワンダーウーマン 1984 ( アメリカ合衆国) [1155]
- 19日
  - あこがれの空の下～教科書のない小学校の一年～ ( 日本) [1156]
  - 京都妖気保安協会 ケース4 鴨川ミッドサマードリーム ( 日本) [1157]
  - クリスト ウォーキング・オン・ウォーター ( アメリカ合衆国・ イタリア) [1158]
  - SEASONS OF WOMAN ( 日本) [1159]
  - 調査屋マオさんの恋文 ( 日本) [1160]
  - 夢みるように眠りたい デジタルリマスター版 ( 日本) [1161][1162]
- 25日
  - AWAKE ( 日本) [1163]
  - 映画 えんとつ町のプペル ( 日本) [1164]
  - GOGO 94歳の小学生 ( フランス) [1165]
  - ジョゼと虎と魚たち ( 日本) [1166]
  - その男、東京につき ( 日本) [1167]
  - ソング・トゥ・ソング ( アメリカ合衆国) [1168]
  - トッコ・ビンはアップデート中 劇場版 ( 韓国) [1169]
  - HoneyWorks 10th Anniversary “LIP×LIP FILM×LIVE” ( 日本) [1170]
  - FUNAN フナン ( フランス・ ベルギー・ ルクセンブルク・ カンボジア) [1171]
  - 劇場版ポケットモンスター ココ ( 日本) [1172]
  - 香港画 ( 日本) [1173]
  - 迷子になった拳 ( 日本) [1174]
  - 特別上映版 ワールドトリガー 2ndシーズン ( 日本) [1175]